# Ville Kaunisto
Ville Kaunisto, né le 19 mars 1982, à Turku, en Finlande, est un homme politique et joueur finlandais de basket-ball. Il évolue aux postes d'ailier fort et de pivot. Après sa carrière de joueur, il est élu au Parlement finlandais lors des élections législatives 2019 dans la circonscription de Finlande du Sud-Est.